# Delicias
För andra betydelser, se Delicias (olika betydelser).
Delicias är en ort och kommun i norra Mexiko och är belägen i delstaten Chihuahua. Centralorten har cirka 130 000 invånare, med cirka 150 000 invånare i hela kommunen.
Delicias är en relativt ung stad och grundades 7 januari 1935.

## Orter
De folkrikaste orterna i kommunen 2013 var:
- Delicias, 127 867 invånare
- Colonia Revolución, 4 359 invånare
- Miguel Hidalgo, 2 802 invånare
- Colonia Campesina, 2 676 invånare
- Colonia Nicolás Bravo, 2 067 invånare